# Província de l'Alt Alentejo
L'Alt Alentejo és una província tradicional de Portugal que va ser instituïda formalment mitjançant una reforma administrativa de 1936. No obstant això, les províncies mai no tingueren cap mena d'atribució pràctica, i van desaparèixer de la terminologia administrativa (si bé no del vocabulari col·loquial dels portuguesos) amb l'entrada en vigor de la Constitució de 1976. Delimitava pel nord amb la Beira Baixa, al nord-est amb el Ribatejo, a l'oest amb l'Estremadura, al sud amb el Baix Alentejo i a l'est amb l'Extremadura espanyola. Estava constituïda per 27 concelhos, comprenent tot el districte d'Évora i gairebé tot el districte de Portalegre (tan sols el concelho de Ponte de Sor no hi formava part, atès que formava part de Ribatejo). Tenia la seua capital a la ciutat d'Évora.
- Districte d'Évora: Alandroal, Arraiolos, Borba, Estremoz, Évora, Montemor-o-Novo, Mora, Mourão, Portel, Redondo, Reguengos de Monsaraz, Viana do Alentejo, Vila Viçosa.
- Districte de Portalegre: Alter do Chão, Arronches, Avis, Campo Maior, Castelo de Vide, Crato, Elvas, Fronteira, Gavião, Marvão, Monforte, Nisa, Portalegre, Sousel.